# Jean-Armand de Dieskau
Pour les articles homonymes, voir Dieskau.
Jean-Armand Dieskau, baron de Dieskau, né en 1701 en Saxe, mort en 1767 à Suresnes, est un officier français d'origine saxonne.

## Début de carrière militaire
Il commence sa carrière militaire comme aide de camp du comte Maurice de Saxe, qui avait pris du service en France et avait été promu maréchal de camp en 1720. Dieskau l'accompagna dans ses campagnes victorieuses, de 1733 à 1744. 
En 1744, le comte de Saxe est promu maréchal de France par Louis XV, et remporte sur les Britanniques deux victoires décisives : en 1745 à la bataille de Fontenoy, et en 1746 à celle de Rocourt. Il est promu maréchal général et connaît en 1747 de nouvelles victoires dans les Pays-Bas autrichiens. Le baron de Dieskau, officier d'état-major qui l'avait accompagné, est alors nommé maréchal de camp et gouverneur militaire de Brest, la plus importante base navale française sur l’Atlantique.

## Nouvelle-France
En 1755 Jean-Armand de Dieskau est nommé commandant des troupes régulières françaises et de leurs alliés indiens au Canada. Il passe en Nouvelle-France avec le gouverneur de Vaudreuil et les six premiers bataillons, dont quatre sont destinés à Québec (régiments de la Reine, de Languedoc, de Béarn et de Guyenne), alors que deux autres bataillons (régiments de Bourgogne et d'Artois) vont à Louisbourg.
« À vrai dire, sa nomination ne fut pas l'une des décisions les plus inspirées de Versailles, comme la suite des événements va le prouver ». 
Durant la traversée de l'Atlantique, il perd son commandant en second, le colonel Rostaing embarqué sur le vaisseau L'Alcide qui est capturé par les Britanniques lors du combat du 8 juin 1755, près de Terre-Neuve. Dieskau combat ensuite à la bataille du lac George, avant d'être défait et capturé à Fort Edward, le 10 septembre 1755, par le général William Johnson.
Le commandant français avait ordonné à ses bataillons, l'un provenant du régiment de la Reine et l'autre du régiment de Languedoc, soit 200 hommes en lignes de bataille, d'attaquer 3 000 ennemis retranchés avec quatre canons. Les miliciens canadiens et les Indiens attaquèrent les flancs du retranchements de Johnson. Le total des pertes franco-indiennes est de 120 morts et 150 blessés, quand du côté britannique, les pertes sont de 122 tués, 812 blessés et 67 hommes portés disparus. Leurs alliés, les Agniers (Mohawks) et les Onneiouts de la Ligue comptent 32 tués et 12 blessés. 
Dans une lettre envoyée au ministère de la marine, le second de Dieskau, Pierre-André Gohin de Montreuil, lui reproche de ne pas avoir suivi ses conseils et d'avoir trop fait confiance aux Indiens et aux Canadiens. Toutefois, il démontra un grand courage personnel et une grande capacité d’adaptation à la guerre nord-américaine dans sa tentative d’embuscade, en infligeant de lourdes pertes à l’ennemi. 
Une fois aux mains des Britanniques, Dieskau ne cesse de lancer des accusations de trahison contre les Indiens de Kahnawake, ses alliés, ce que le général Johnson dément dans une lettre. Prisonnier, il est transporté en Grande-Bretagne en 1757. Après sa capture, le commandement du Canada passe en 1756 sous les ordres du marquis Louis-Joseph de Montcalm. 
Rendu à la liberté à la fin du conflit, le baron de Dieskau reçoit une pension et se retire à Suresnes, près de Paris, où il meurt des suites de ses blessures, en 1767.